# Heinrich Schomburgk
Heinrich Georg Schomburgk (ur. 30 czerwca 1885 w Connewitz, zm. 29 marca 1965 w Eppstein) – tenisista i piłkarz niemiecki, mistrz olimpijski w tenisowej grze mieszanej.
Wspólnie z bratem Wilhelmem grał w zespole VfB Lipsk i był w ekipie pierwszych mistrzów Niemiec z 1903 (chociaż poza podstawowym składem). Jako tenisista brał udział w igrzyskach w Londynie, na igrzyskach w Sztokholmie zdobył złoty medal w parze z Dorą Köring, w konkurencji miksta rozgrywanej na kortach otwartych (trawiastych), po finałowym zwycięstwie nad reprezentantami gospodarzy Sigrid Fick i Gunnarem Setterwallem. Heinrich Schomburgk odnosił także sukcesy w tenisowej grze pojedynczej, w 1913 wygrał międzynarodowe mistrzostwa Niemiec (obecnie German Open). W decydującym meczu imprezy pokonał Otto von Müllera, rewanżując się za finałową porażkę rok wcześniej.